# Mudfield Skiffle Group
De Mudfield Skiffle Group is een Nederlandse muziekband uit Dordrecht en is actief van 1962 tot heden.
De band speelde skiffle, een muzieksoort uit New Orleans van de jaren twintig en dertig. De groep trad regelmatig op voor radio en televisie. Ze maakte 4 singles in 1966 en 1967 op het Funckler-label.
Inmiddels treedt de groep weer op in de oorspronkelijke bezetting:
- Peter de Vries: zang, gitaar, banjo en mandoline;
- Dick in 't Veld: zang, gitaar;
- Will Bakker: zang, accordeon, mondharmonica;
- Lex van Waalwijk van Doorn: contrabas.

In 2004 en 2007 kwamen nieuwe CD's uit, respectievelijk Steal Away en One More Round. In 2011, bij het 50-jarig bestaan van de band, verscheen een dubbel-CD: The Times They Are a-Changin, met nieuw werk en de gedigitaliseerde singles uit 1966 en 1967. 

## Externe  link
- www.mudfield.nl